# Phoxinus ujmonensis
Phoxinus ujmonensis är en fiskart som beskrevs av Kaschenko, 1899. Phoxinus ujmonensis ingår i släktet Phoxinus och familjen karpfiskar. Inga underarter finns listade i Catalogue of Life.